# Yuri Janón
Yuri Janón (del ruso:  Юрий ХанонЪ) (nombre artístico; hasta 1993 Yuri Janín; el nombre verdadero es Yuri Félixovich Solovióv Savoyárov) es un compositor ruso nacido el 16 de junio de 1965 en Leningrado. Obtuvo el «Oscar europeo» (el «Félix», Premios del cine europeo) en 1988, y fue nominado el «Nica» (un prestigioso premio ruso) en 1989. Con una serie de conciertos se hizo conocido en el cine y en la televisión en 1988-92. A partir de 1993 Yuri Janón se retiró de la vida pública.

## Biografía
En 1988 a pesar de la oposición de los profesores conservadores Yuri Janón acabó la carrera de compositor y musicólogo en el Conservatorio de San Petersburgo. Él mismo considera sus predecesores y sus maestros a dos compositores-ideólogos muy especiales – Aleksandr Skriabin y Erik Satie.
Además de compositor Yuri Janón es escritor, pintor, filósofo, pianista y botánico-seleccionista. Es nieto de Mijaíl Savoyárov, un artista excéntrico y un compositor muy conocido en el Petrogrado (San Petersburgo) de principios del siglo XX.
En 1988-1991 Janón adquirió una fama resonante. Compone música para tres películas, da conciertos, interviene en la televisión y en la prensa con una serie de artículos y entrevistas. Sus actuaciones muchas veces terminan con escándalos. La resonancia más grande la tuvieron los conciertos «Música de los perros» (Moscú, diciembre de 1988) y «Embriones secados» (Khanón — Satie, Leningrado, mayo de 1991). A partir de 1992 Yuri Janón puso fin a la actuaciones, entrevistas, conciertos, rodajes y publicación de su música centrándose en el trabajo “en compañía de sí mismo”. No ha sido ni es miembro de ninguna organización profesional. Entre los compositores Yuri Janón se destaca con su posición independiente y el hermetismo de su obra.

(...) Sin duda alguna Yuri Janón ha pasado a la historia de música como «el compositor más cerrado». Tras obtener la fama europea con 23 años y causar una sensación dentro del país, duró en la vida pública sólo tres años y luego se negó a seguir como es costumbre. Al dar un portazo y al correr las cortinas él dijo: «Se acabó. Piensen que no existo»... y nosotros, sus contemporáneos, no supimos qué contestarle.
— Dr. V. Tíjonov, El imperio de la máscara blanca.

Entre sus obras de teatro el más conocido es el ballet «El dúo medio» con la música de Janón (la primera parte de la «Sinfonía media») puesto en escena en el Teatro Mariinski (San Petersburgo) en 1998 (fue nominado al premio «La máscara de Oro» 2000), más tarde en el Teatro Bolshoy en Moscú y en New York City Ballet en 2006. «El duo medio» es interpretado en los conciertos casi por todos los solistas de los principales ballets en todo el mundo. Durante 10 años la música se utilizó de modo illegal…
Desde el principio de su carrera artística Yuri Janón insistió en no utilizar los términos “compositor”, “escritor” o “pintor” para nombrar su actividad profesional. El trabajo en cada una de esas profesiones es la tarea menos significativa para él. Según su opinión el número de compositores y pintores en este mundo es más que suficiente. «Es imposible salir a la calle de día sin tropezar contra el cuerpo de algún compositor o pintor» – escribía él en un artículo del año 1993. Su objetivo principal no es el arte como tal, sino siempre lo ha sido un sistema de ideas encarnado con los medios artísticos.

Yuri Janón es canónico y doctrinario. O sea, no es un simple compositor. La composición de música es para él un modo de expresar la Doctrina. Lo mismo son la obra literaria y la interpretación. Janón interpreta las obras de Erik Satie y Aleksandr Skriabin para el piano. Los considera sus maestros y a los demás los llama «simplemente compositores». Y Janón compone gran cantidad de música. Puede ser de dos tipos: media y extrema... La personalidad de Janón es muy curiosa y única para nuestros días (y, quizás, para otras épocas también).
— Víktor Yekimovski, Automonographie

## Obras

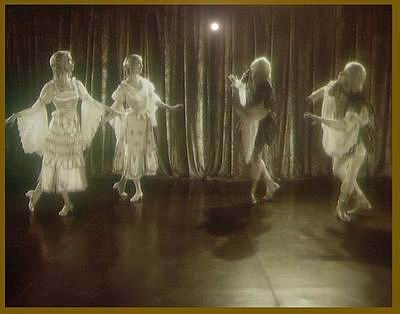
Minueto de ópera-entreacto «L'Os de chagrin»

- Ballets:

«Un paso adelante, dos atrás» (oc.24, 1986, según el artículo de Vladimir Lenin),
«L'Os de chagrin» («Шагреневая Кость», «El hueso de zapa», oc.37, 1989, según la novela de Honoré de Balzac «La Peau de chagrin», «La piel de zapa»),
«El Crujenueces» («Трескунчик», oc.43, 1990, según el ballet de Piotr Chaikovski «El cascanueces»),
«Sigelle» («Зижель», oc.55, 1993, según el ballet de Adolphe Adam «Giselle»)
- Óperas:

«L'Os de chagrin» (oc.38, 1990, opera-entreacto del ballet con el mismo título),
«La vida insípida», («Тусклая жизнь», oc.54, 1993, opera insípida, según el libreto de Yuri Janón)
«Norma», (oc.59, 1995, opera omonima, según la opera “Norma” de Vincenzo Bellini)
«La fuerza del destino», (oc.65, 1997, opera incognita, según la opera La forza del destino de Giuseppe Verdi)
«Lo que dijo Zaratustra» («Что сказал Заратустра», oc.68, 1998, opereta religiosa, según la novela “Así habló Zaratustra” de Friedrich Nietzsche, según el libreto de Yuri Khanon).
- Música para orquesta:

«Sinfonía de los perros» (oc.35, 1989).
«Sinfonía media» (oc.40, 1990).
«Tres sinfonías extremas» (oc.60, 1996).
«Sinfonía hilarante» (oc.70, 1999).
«Hojeando a la gente» («Перелистывая людей», oc.54, 1992) un fresco orquestal de cinco horas de duración.
- Obras pseudoreligiosas:

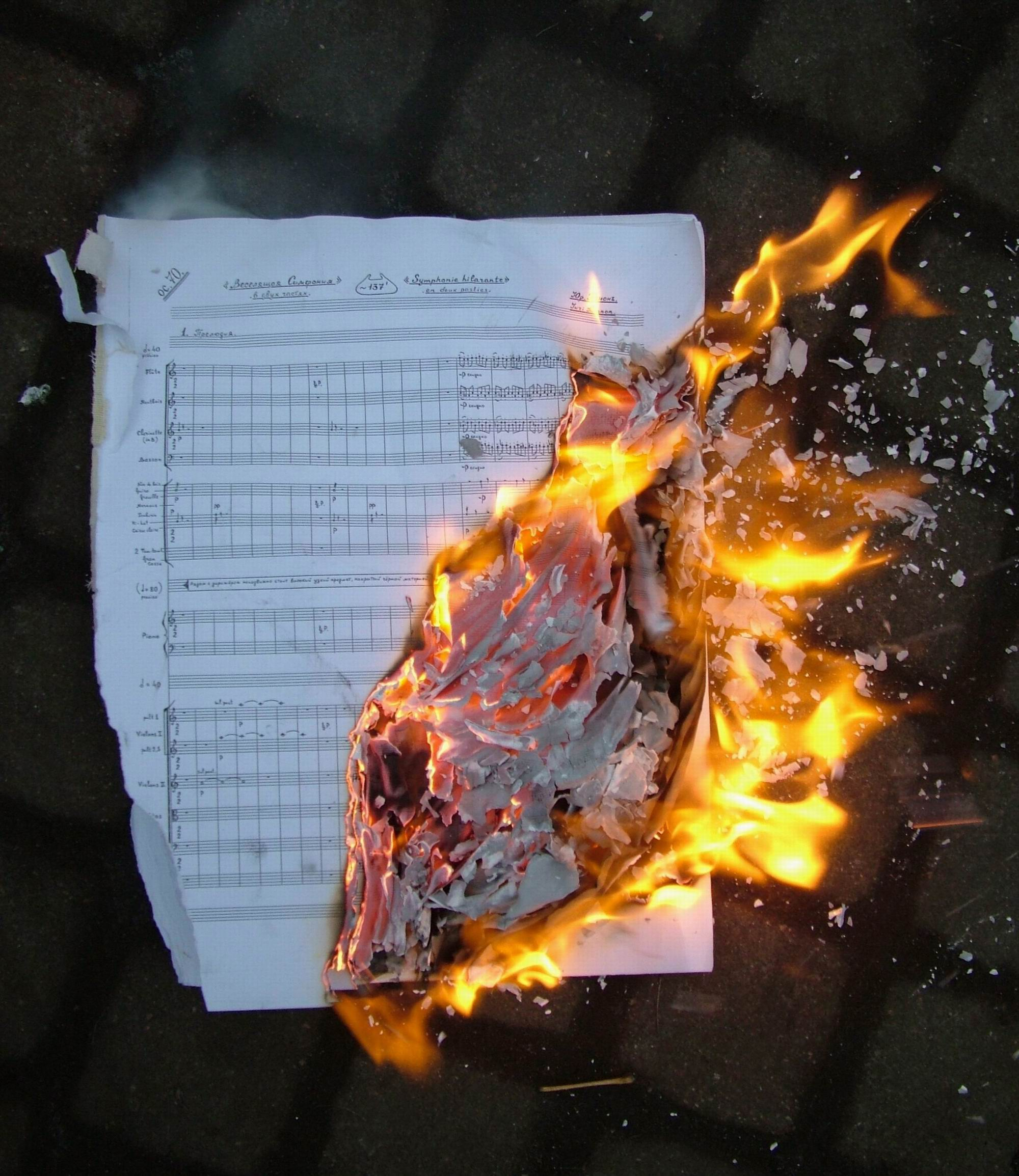
Sinfonía hilarante (noviembre de 2017, primera y última actuación)

  - «Missa sterilis» para cinco personas, (oc.61, 1996)
  - «El Réquiem interno», albigense «Réquiem internam» (oc.71, 1999)
  - Misteria «Agonia Dei» misterio (oc.72, 2000)

- Obras para piano:
  - «El clavo moderado promedio» (ос.39, 1990)
  - «Piezas satiesfactorias» para piano acústico (ос.56, 1994, «Pieces Saties-faisantes»)
  - «24 ejercicios a causa de la debilidad» (ос.62, 1996, para aquellos que desean profundizar)
  - «50 estudios para piano caído» (ос.64, 1997, por un piano caído)
  - «Preludios osificados» para piano (ос.67, 1998, tiempo de cuatro horas para piano)... y muchas otras piezas de música sinfónica, de cámara y de piano.[4]

...Aunque Yuri Janón llama a Satie y Skryabin sus maestros, no es la música de estos compositores lo que lo atrae, sino su tendencia a vincular -algunos dirían subordinados- su música a una idea. Según Khanon, un compositor es un ideólogo con respecto a su material musical. Los elementos de juego (tanto semántico como fonético, paradoja, el absurdo y el sinsentido (inversión de palabra e invención, pseudo-cita y limerick) todos prestan a la estética de Khanon un deseo de ultrajar al oyente...
—  Liudmila Kovnatskaya, Grove’s Dictionary of Music & Musicians

Desde 2006, Yuri Khanon cambió a un «método inverso» especial de creatividad, cuando «una partitura se escribe hacia adelante, y la otra es simultáneamente a su destrucción completa». Esta es su respuesta hermética:
« Este mundo es un criminal, no merece más que ceniza »...: 513 

## Cine
Yuri Khanón trabajó en el cine sólo tres años, de 1988 a 1991. Compuso la música para su primera película («Días de eclipse» del director Alexander Sokúrov) siendo todavía estudiante del Conservatorio. En la primera ceremonia (noviembre de 1988, Berlín Oeste) esta película obtuvo el Premio Especial de la Academia de Cine Europeo (Euro-Oscar, «Felix») por la mejor música en el cine. — A pesar de gran éxito, Yuri Janón no volvió a trabajar en el cine o para el cine después de 1991.
Películas:
- 1988 Días de Eclipse (Dni zatmenia, en ruso, compositor)[20]
- 1989 Seguro y Protegido según la novela de Gustave Flaubert «Madame Bovary» (compositor)[21]
- 1990 El demonio mezquino según la novela de Fiódor Sologub (compositor)
- 1992 El hueso de zapa la película-ópera con elementos del documental y falso documental (Шагреневая кость (фильм), Chagrenevaia Kost) autor de música, guionista junto con I.Besrúkov y protagonista).

## Obras literarias

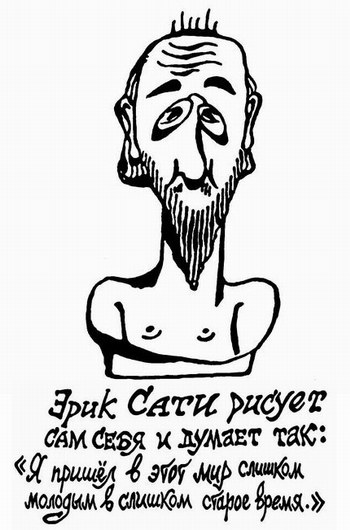
Erik Satie. El proyecto de la lápida memorial (1913) del libro «Memorias del antedata»

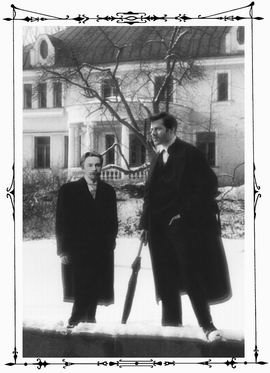
Frontispicio: Yuri Khanon & Aleksandr Skriabin, Petersburgo, 1902.

Yuri Janón trabaja como escritor, ensayista y novelista desde 1983. La más famosa es su novela en memorias «Scriabin como rostro» (1995) de unas setecientas páginas. Fue creada como un objeto “aristocrático” del arte libresco. Una parte de tiraje fue encuadernada en cuero a base de una tecnología del siglo XIX. La novela contiene las memorias personales del autor que había conocido a Skriabin, gran compositor ruso, durante más de 20 años. El lenguaje y el estilo de la novela son sencillos, basados en el lenguaje coloquial y literario de la primera década del siglo XX. 

Es la primera vez en la historia de la música cuando el que escribe sobre un compositor no es biógrafo, ni musicólogo o crítico, ni siquiera un escritor o filósofo, sino es compositor también, de personalidad no menos brillante y peculiar que Aleksandr Skriabin. A lo mejor precisamente por esta causa el libro de memorias se salva de todos los clisés y modelos literatos banales. Para el autor del libro Skriabin 10 años después de su muerte sigue siendo su vecino, su pariente, su amigo íntimo, en fin, una persona “interior”.
Resumen de la editorial de Rostros de Rusia

En el año 2010 Centro de la Música Promedia junto con la editorial “Rostros de Rusia”, publicó una obra gruesa más de la historia de la música: «Erik Satie, Yuri Janón: Memorias del antedata». El libro tiene 700 páginas y no por casualidad tiene dos autores: el libro está escrito en una forma provocativa y libre. Lo incluye todas las obras literarias, ensayos críticos, notas e incluso cuadernos de Erik Satie, y también, casi todas las cartas, más que sesenta dibujos y toda su vida, desde el nacimiento hasta la muerte. Este es el primer libro de Satie sobre Satie en ruso.
En 2013, el Centro de la Música Promedia y la editorial Liki Rossii publicaron otra publicación que sentó precedentes: Yuri Khanon. “Alphonse, el que no fue”. Se trata del primer libro escrito por y sobre Alphonse Allais en ruso.
Habiendo perdido la oportunidad de trabajar con editoriales rusas, después de 2009 Yuri Khanon comenzó a publicar sus ensayos, cuentos, artículos, extractos de libros y resultados de investigaciones en su propio sitio web “Khanograph”; a principios de la década de 2020, su número superaba los doscientos. Además del autor principal, Boris Yoffe, Viktor Ekimovsky, Vladimir Tikhonov, Psoy Korolenko y otras figuras famosas también publicaron en el mismo recurso, a menudo como coautores. Los temas de los textos son muy amplios, desde la "filosofía natural de la naturaleza" hasta la musicología histórica, y generalmente corresponden al espectro de intereses del autor principal. La mayoría de los artículos están escritos en ruso, pero hay materiales en alemán e inglés. En 2024, los dos sitios web personales de Khanon fueron archivados "para almacenamiento eterno" en el catálogo de la Biblioteca Estatal de Baviera.